# Ђуро Косановић
Ђуро Косановић (Јасенак, код Огулина, 6. мај 1917 — северна Лика, 19. октобар 1943), учесник Априлског рата и Народноослободилачке борбе и народни херој Југославије.

## Биографија
Рођен је 6. маја 1917. године у селу Јасенак код Огулина, у сиромашној земљорадничкој породици.
Након завршене основне школе помагао је оцу у пољским радовима и повремено радио у пилани. Током Априлског рата, био је заробљен код Добоја. Као заробљеник је упућен у Немачку, али је успео да побегне и вратио се у родно село.
Учесник Народноослободилачке борбе је од 1941. године. Учествовао је у припремама за оружани устанак и након почетка устанка, отишао у партизански логор. Члан Комунистичке партије Југославије постао је у мају 1942. године.
У лето 1942. постао је командир чете, а у јесен исте године и командант батаљона у Шестој приморско-горанској бригади.
Погинуо је 19. октобра 1943. године у сукобу са Немцима, упавши у њихову заседу.
Указом Президијума Народне скупштине Федеративне Народне Републике Југославије, 5. јула 1951. године, проглашен је за народног хероја.